# Umbañ U Kset
Emmanuel Gomès, dit Manuel Dekset puis Umbañ U Kset (parfois écrit Umban U'kset,), est un chanteur, acteur et réalisateur sénégalais originaire de Guinée-Bissau, né le 14 août 1940 à Foundiougne, au Sénégal et décédé à Paris le 30 octobre 2023,.

## Biographie

### Jeunesse
Umbañ U Kset commence sa carrière artistique au début des années 1960 en tant que chanteur et danseur et se produit sur scène au Sénégal, interprétant des chansons  afro-cubaines, musique qui connait alors un essor important en Afrique de l’Ouest. Il est, sous la direction de Dexter Johnson, chef du légendaire orchestre le Starband  est l’un des promoteurs de la musique afro-cubaine au Sénégal.
Élève de l’École des arts de Dakar et sélectionné dans le cadre de la promotion d’excellence portée par Léopold Sédar Senghor, il rejoint Paris pour suivre les cours du Centre d’art dramatique de la rue Blanche au milieu des années 1960 sous l’égide de professeurs tels que Daniel Lecourtois et Robert Manuel. Il fréquente aussi l’Institut des arts de la Sorbonne, le conservatoire d’art dramatique de Strasbourg (Hubert Gignoux), celui de Lyon avec Roger Planchon et même le ministère de l'Éducation nationale avec Jacques Debary.
Il participe comme comédien en 1964 et 1965 à la tournée de La Tragédie du roi Christophe d’Aimé Césaire, mise en scène par Jean-Marie Serreau ; il y partage l’affiche avec James Campbell notamment.
De retour au Sénégal, il rejoint l’équipe du Théâtre national Daniel-Sorano, puis collabore avec Raymond  Hermantier sur le projet du Théâtre rural populaire au Sénégal.

### Années 1970
De retour en France en 1970, il poursuit sa carrière de comédien de radio (RFI, émissions Le Monde à la carte et La Voix des ancêtres et nombreuses émissions dramatiques sur France Culture et de théâtre (notamment Les Anges meurtriers au Théâtre National de Chaillot mis en scène de la britannique Joan Littlewood avec l'auteur nigérian Wole Soyinka) et de cinéma. 
La musique le rattrape, il part en tournée en 1973 aux États-Unis avec le groupe Batuki (notamment avec le chanteur d’origine angolaise Bonga et le saxophoniste guinéen Jo Maka). À New York⁣⁣, ⁣ le groupe se produit à l’Apollo Theater à Harlem, fait des premières parties d’Aretha Franklin et de Sun Ra.
À son retour à Paris, Il fonde  en 1974 le groupe West African Cosmos (WAC),,,,, considéré comme "le premier groupe de rock africain", ; il est le chanteur du groupe ; il est entouré de musiciens confirmés ou tout au début de leur carrière : le batteur Jean-Claude Montredon, le guitariste Wasis Diop, le comédien et percussionniste Akonio Dolo, le pianiste Alain Ehrlich (Loy)), le saxophoniste Yebga Likoba, le bassiste Ayib Gaye. Le groupe sort un 33T  produit par CBS. Basé à Paris, il se produit notamment dans l’Hexagone, à Rome, Hambourg, en Tunisie,  au Festival International de Tabarka, en Algérie… Le groupe se sépare en 1977.

### Années 1980
À la fin des années 1970 et pendant la décennie 1980, Umbañ se recentre sur  sa carrière de cinéaste et d’acteur qu’il continuera jusqu’à présent. 
C’est à cette période qu’il intègre des distributions à succès et donne la réplique à notamment Jean-Pierre Marielle et Annie Girardot, dans Cause toujours, tu m’intéresses⁣ d’Edouard Molinaro, à Pierre Richard et Gérard Jugnot dans Le Coup du parapluie de Gérard Oury, à Claude Brasseur, Michel Piccoli, Jacques Dutronc et Marie-Christine Barrault dans L’État sauvage, à Sophie Marceau dans Descente aux enfers, deux films de Francis Girod qui lui confie aussi un rôle dans Passage à l’acte⁣ avec Daniel Auteuil et Patrick Timsit, sans oublier son role dans Banzaï de Claude Zidi avec Coluche, Valérie Mairesse et Éva Darlan. 
En 1985, il décide de monter, produire et réaliser le premier long-métrage de Guinée-Bissau, N’tturudu,, ou l’histoire d’un jeune villageois qui fugue de chez lui pour assister au mythique carnaval de Bissau. Le film est programmé dans plusieurs festivals (Festival international du film black de Montréal, festival international du film de Toronto) et est reconnu par un public averti.

### Années 1990
Dans les années 1990⁣⁣, ⁣ en plus de quelques apparitions dans des productions françaises, il devient un spécialiste de doublage, et est la voix française de vedettes afro-américaines comme Richard Pryor et Denzel Washington.
Sur les planches, on le retrouve au théâtre de La Colline, il joue dans Kinkali mis en scène par Philippe Adrien, aux côtés de Marthe Keller, Félicité Wouassi, Jean-Paul Roussillon, Thierry Frémont et Jean-Yves Chatelais. Le spectacle recevra le Molière de la meilleure pièce de création en 1997. Et en Suisse aussi, dans un spectacle sur Sidney Bechet, produit par la Radio suisse romande et joué à Lausanne.

### Années 2000
Ce goût pour la scène, il continuera de le garder dans les années 2000 et rejoint notamment l’équipe de Vol au-dessus d'un nid de coucou avec Bernard Tapie et plus récemment dans la comédie musicale Kirikou et Karaba de Michel Ocelot où il incarne le rôle du Sage et du Grand-père de Kirikou, dont il assure aussi la voix dans les versions de dessin animé.
Au cinéma, il fait une apparition dans Le Havre de Aki Kaurismäki, sorti en 2011, avec Jean-Pierre Daroussin et André Wilms. Il est le chauffeur de taxi dans Un transport en commun de la jeune réalisatrice franco-sénégalaise Dyana Gaye, tourné au Sénégal.  
À la télévision, il joue dans plusieurs épisodes de Famille d’accueil⁣⁣⁣, ⁣ lesquels sont régulièrement rediffusés sur diverses chaines. Et avec Roger Hanin dans plusieurs épisodes de Navarro.

## Filmographie - Acteur
- 1978 : L'État sauvage, de Francis Girod : Casimir Kotoko
- 1979 : Cause toujours... tu m'intéresses !, d'Edouard Molinaro : monsieur M'Ba
- 1980 : Le Coup du parapluie, de Gérard Oury : la victime d'Otto Krampe
- 1983 : Trois morts à zéro, de Jacques Renard : Max
- 1983 : Banzaï, de Claude Zidi : médecin-chef africain
- 1986 : Descente aux enfers, de Francis Girod
- 1986 : L'État de grâce, de Jacques Rouffio
- 1990 : Mamy Wata, de Mustapha Diop
- 1996 : Passage à l'acte, de Francis Girod : Monsieur Sotigui - Patient Alzheimer
- 1999 : Une pour toutes, de Claude Lelouch
- 2000 : On fait comme on a dit, de Philippe Bérenger : commissaire Diop Fratani
- 2004 : Casablanca Driver, de Maurice Barthélemy
- 2005 : famille d'accueil : épisode, le petit du coucou. Oncle Yoyotte
- 2009 : Un transport en commun, de Dyana Gaye : Médoune Sall
- 2011 : Le Havre, de Aki Kaurismäki : Mahamat Saleh

## Filmographie - Réalisateur
- 1985 : NTTURUDU, de Umbañ U Kset[29]

## Doublage

### Films
- Michael Winslow dans :
  - Police Academy (1984) : Larvell Jones
  - Police Academy 2 (1985) : Larvell Jones
  - Police Academy 5 (1988) : Larvell Jones

- Gregory Hines dans :
  - Le Coup du siècle (1983) : Ray Kasternak
  - Cotton Club (1984) : Delbert « Sandman » Williams
  - Les Muppets à Manhattan (1984) : le patineur

- Richard Pryor dans :
  - The Wiz (1978) : le magicien d'Oz (1er doublage)
  - California Hôtel (1978) : Chauncey Gump

- 1971 : L'Organisation : Stacy Baker (James A. Watson, Jr.)
- 1976 : Car Wash : Justin (Leon Pinkney)
- 1980 : The Blues Brothers : l'officier Mount (Steven Williams)
- 1981 : La Malédiction finale : La Malédiction finale : frère Paulo (Louis Mahoney)
- 1983 : Jamais plus jamais : Felix Leiter (Bernie Casey)
- 1984 : L'Hôtel New Hampshire : Junior Jones (Dorsey Wright)
- 1984 : Cannonball 2 : Morris Fenderbaum (Sammy Davis, Jr.)
- 1984 : Runaway : L'Évadé du futur : Marvin James (Stan Shaw)
- 1984 : A Soldier's Story : soldat Henson (William Allen Young)
- 1984 : Cotton Club : Delbert « Sandman » Williams (Gregory Hines)
- 1985 : Runaway Train : Dave Prince (T.K. Carter)
- 1985 : Chorus Line : Richie Walters (Gregg Burge)
- 1985 : Comment claquer un million de dollars par jour : Luther Dicks (Brad Sanders)
- 1985 : Witness : Elden Carter (Brent Jennings)
- 1986 : Club Paradis : Ernest Reed (Jimmy Cliff)
- 1986 : Le Maître de guerre : le soldat Collins (Rodney Hill
- 1987 : Cry Freedom : Steve Biko (Denzel Washington)
- 1987 : Beauté fatale : Raphael (David Harris (en))
- 1989 : SOS Fantômes 2 : le portier du maire (Bobby Brown)
- 1990 : Total Recall : Benny (Mel Johnson Jr.)
- 1990 : Les Tortues Ninja : Raphael (Josh Pais)
- 1991 : Les Tortues Ninja 2 : Les héros sont de retour : Raphael (Kenn Troum)
- 1991 : A Rage in Harlem : Claude X (Willard E. Pugh)
- 1993 : Les Tortues Ninja 3 : Raphael (Matt Hill)
- 1994 : Danger immédiat : l'analyste empreinte vocale (Vondie Curtis-Hall)
- 1995 : Apollo 13 : l'infirmier (Thom Barry)
- 1995 : Où sont les hommes ? : Joseph (Lamont Johnson)
- 1995 : Congo : Kahega (Adewale Akinnuoye-Agbaje)
- 2002 : Plus jamais : ? ( ? )
- 2004 : Barbershop 2 : Dinka (Leonard Earl Howze)
- 2004 : Tolérance Zéro : Chris Vaughn senior (John Beasley)
- 2005 : Sahara : le général Kazim (Lennie James)
- 2006 : Rocky Balboa : Tony « Duke » Evers (Tony Burton)
- 2019 :  Doctor Sleep : Dick Hallorann (Carl Lumbly)

#### Film d'animation
- 2012 : Kirikou et les hommes et les femmes : Aboulou, le vieillard et le Grand Père

### Téléfilms
- 1986 : Noël dans la montagne magique : le lieutenant Danvers (Carl Franklin)

### Séries télévisées
- 1983-1984 : Automan : Noah Jeffries (J.D. Hall)
- 1987-1988 : Police 2000 : Montana (Tim Russ)